# Dactylodeictes medius
Dactylodeictes medius är en tvåvingeart som beskrevs av James 1974. Dactylodeictes medius ingår i släktet Dactylodeictes och familjen vapenflugor. Inga underarter finns listade i Catalogue of Life.